# 南澳城城墙
南澳城城墙，位于中国广东省汕头市南澳县深澳镇金山村，为南澳县的一个县级文物保护单位，类型为古建筑，公布时间为1992年8月15日。
南澳城城墙的历史年代为明代。